# Monumenten en Archeologie

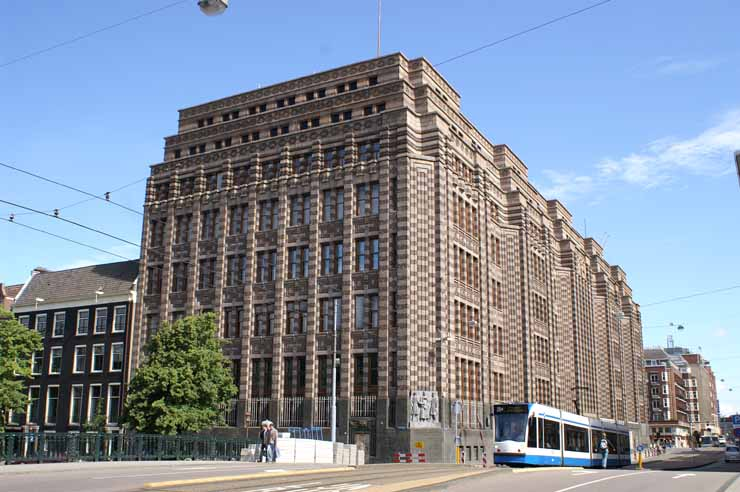
Monumenten en Archeologie is sinds 2007 gevestigd in De Bazel in Amsterdam-Centrum

Monumenten en Archeologie (MenA) is een kenniscentrum van de gemeente Amsterdam. Het ontstond in 2002 door fusie van het gemeentelijk Bureau monumentenzorg en de gemeentelijke Archeologische dienst. Tot 2015 was de naam 'Bureau Monumenten en Archeologie'. Het is het een onderafdeling van de Directie Ruimte & Duurzaamheid en sinds 2007 gevestigd in gebouw De Bazel aan de Vijzelstraat in Amsterdam-Centrum. 
De organisatie is de eerstverantwoordelijke voor de stand van zaken met betrekking tot ruim 9800 Amsterdamse rijks- en gemeentelijke monumenten en een aantal rijks- en gemeentelijk beschermde stads- en dorpsgezichten.

## Geschiedenis

### Monumentenzorg
Bureau Monumentenzorg werd opgericht in 1953. De historische binnenstad van Amsterdam verkeerde in de jaren na de Tweede Wereldoorlog in verwaarloosde staat en er werden vele plannen gemaakt voor sloop en nieuwbouw.
Aan de andere kant bestond ook het besef dat meer kennis over en bescherming van de historische bebouwing belangrijk was. In de afgelopen decennia is een inventarisatie gemaakt van panden die als monument beschermd zouden worden en bouwhistorisch onderzoek gedaan naar de geschiedenis van de Amsterdamse bebouwing. Ook werd restauratie van monumenten gestimuleerd, waardoor vele belangrijke restauraties inmiddels plaatsvonden. Inmiddels hebben ruim 8.000 gebouwen in Amsterdam de status van beschermd monument verkregen, waarvan een groot deel in de historische binnenstad. Hiervan is een zeer groot aantal woonhuismonumenten. Ook zijn er gebouwen uit de 19e-eeuwse-gordel en de 'Gordel '20-'40' op de monumentenlijst geplaatst. In recente jaren hebben ook gebouwen uit de Wederopbouwperiode (na 1945) een monumentenstatus verkregen.
Daarnaast zijn de Grachtengordel in de binnenstad, Plan Zuid, Amsterdam-Noord en het historisch centrum van Weesp rijksbeschermde stadsgezichten, en Durgerdam, Ransdorp en Holysloot rijksbeschermd dorpsgezicht. Ook heeft Amsterdam 7 gemeentelijk beschermde gezichten: het Van Eesterenmuseum, de Noordoever van de Sloterplas, het Bijlmermuseum, het IJplein, de Admiralenbuurt, Betondorp en Oud-Zuid. Het dorp Sloten is gemeentelijk beschermd dorpsgezicht.
In 2005 had Amsterdam:
- 7.453 rijksmonumenten
- 607 gemeentelijke monumenten
- 4 beschermde stads- of dorpsgezichten.

Een belangrijke mijlpaal was de plaatsing van de Amsterdamse Grachtengordel op de UNESCO Werelderfgoedlijst in 2010.

### Archeologie
Met de bouw van de tunnels voor metro-Oostlijn kwamen in de jaren zeventig met name in de Nieuwmarktbuurt en de omgeving van het Waterlooplein vele archeologische vondsten boven de grond. Dit was aanleiding om in 1972 een gemeentelijke archeologische dienst op te richten. In de afgelopen vier decennia is er bij vele tientallen archeologische opgravingen in en om de historische binnenstad van Amsterdam een schat aan archeologisch materiaal gevonden en geïnventariseerd.
In 2003 startte de bouw van tunnels voor de Noord/Zuidlijn van de metro. Tussen 2005 en 2010 zijn met name onder het Damrak en Rokin circa 700.000 voorwerpen opgediept vanaf de bodem van de vroegere Amstel. Sinds 2010 is de focus komen te liggen op de inventarisatie en beschrijving van de grote hoeveelheid voorwerpen. Het onderzoek heeft veel kennis en nieuwe inzichten opgeleverd over de vroegste geschiedenis van Amsterdam. In het metrostation Rokin is een expositie ingericht met archeologische vondsten.